# Jan Marie van Oostrom Soede
Jan Marie van Oostrom Soede (Valburg, 31 augustus 1881 — Wassenaar, 20 februari 1968) was een Nederlands burgemeester van de gemeentes Groede en Nieuwvliet (gezamenlijk van 1909 - 1921) en van Cirebon (1929 - 1934) in Nederlands-Indië. 

## Privéleven
Hij was gehuwd met Susanna Cornelia Johanna Burgerhoudt op 20 maart 1909 te Enkhuizen. Zij kregen in ieder geval de volgende zoons:
- Soesoe van Oostrom Soede, olympisch waterpolospeler
- Hans van Oostrom Soede, militair onderscheiden met de Militaire Willemsorde